# Gymnolaema newii
Gymnolaema newii är en oleanderväxtart som beskrevs av George Bentham. Gymnolaema newii ingår i släktet Gymnolaema och familjen oleanderväxter. Inga underarter finns listade i Catalogue of Life.